# Norma (opera)
Norma è un'opera in due atti di Vincenzo Bellini su libretto di Felice Romani, tratto dalla tragedia Norma, ou L'infanticide di Alexandre Soumet (1786-1845).
Composta in meno di tre mesi, nel 1831, fu data in prima assoluta al Teatro alla Scala di Milano il 26 dicembre dello stesso anno, inaugurando la stagione di Carnevale e Quaresima 1832.
Quella sera l'opera, destinata a diventare la più popolare tra le dieci composte da Bellini, andò incontro a un fiasco clamoroso, dovuto sia a circostanze legate all'esecuzione, sia alla presenza di una claque avversa a Bellini e alla primadonna, il soprano Giuditta Pasta. Non solo, ma l'inconsueta severità della drammaturgia e l'assenza del momento più sontuoso, il concertato che tradizionalmente chiudeva il primo dei due atti, spiazzò il pubblico milanese.
Il soggetto è ambientato nelle Gallie al tempo dell'antica Roma, e presenta evidenti legami, anche se non espliciti, con il mito di Medea. Fedele a questa idea di classica sobrietà, Bellini adottò per Norma una tinta orchestrale particolarmente omogenea, relegando l'orchestra al ruolo di accompagnamento della voce.

## Trama

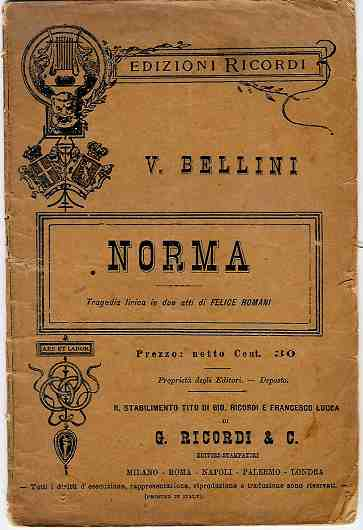
Libretto edito da Ricordi nel 1891

L'azione si svolge nelle Gallie, all'epoca della dominazione romana. Nell'antefatto la protagonista Norma, sacerdotessa figlia del capo dei druidi Oroveso, è stata l'amante segreta del proconsole romano Pollione, il "nemico", dal quale ha avuto due figli, custoditi dalla fedele Clotilde all'insaputa di tutti.

### Atto I
Queste sacre antiche piante,
A noi volgi il bel sembiante,
Senza nube e senza vel»
(Norma, preghiera, Atto I)
I Galli sono riuniti nella foresta sacra al dio Irminsul e, capeggiati da Oroveso, inneggiano alla liberazione dal giogo romano.
Intanto Pollione, inoltratosi anch'egli nel sacro bosco, confida all'amico Flavio di essersi innamorato di una giovane novizia del tempio d'Irminsul, Adalgisa, e di voler lasciare Norma. 
Questa intanto interviene all'assembramento dei Galli spiegando che gli dèi le hanno rivelato che Roma dovrà cadere, ma non in quel momento e non per loro mano. Con una preghiera alla luna riesce a placare gli animi.
Adalgisa chiede un colloquio a Norma per aprirle il proprio animo e confessarle di aver mancato al voto di castità, senza però rivelare il nome dell'uomo amato. Norma, che riconosce nella novizia i propri sentimenti e il proprio peccato, la scioglie dai voti. Quindi le chiede chi sia l'innamorato e Adalgisa indica Pollione, che sta sopraggiungendo proprio in quel momento. Furiosa, Norma rivela tutto ad Adalgisa, che sdegnata respinge Pollione.

### Atto II
Nella sua abitazione, Norma, sconvolta dalla rivelazione, medita inizialmente di vendicarsi uccidendo i due figli che ha avuto da Pollione, ma poi cede al sentimento materno. Decisa a suicidarsi, fa chiamare Adalgisa e la prega di adottare i bambini e di portarli a Roma, dopo essersi sposata con Pollione. Ma Adalgisa rifiuta e promette anzi a Norma di convincere Pollione a tornare da lei, dissuadendola dal suicidio.
Quando la grande sacerdotessa però apprende che il tentativo di Adalgisa non ha sortito l'effetto sperato, ella, che si era sempre opposta alla volontà di rivolta del suo popolo, chiama i Galli a raccolta e proclama guerra ai Romani. Oroveso le chiede allora di indicare la vittima sacrificale da immolare al dio, quando giunge notizia che un romano è penetrato nel recinto delle sacerdotesse: è Pollione, venuto a rapire Adalgisa. Norma sta per colpirlo con un pugnale, ma poi si ferma, invita tutti a uscire col pretesto di interrogarlo e, rimasta sola con Pollione, gli offre la vita purché egli abbandoni Adalgisa. L'uomo rifiuta e Norma chiama i suoi a raccolta; ha deciso quale sarà la vittima sacrificale: una sacerdotessa che ha infranto i sacri voti e tradito la propria gente. Sta per pronunciare il nome di Adalgisa, quando si rende conto che la colpa di Adalgisa è la sua e, nello sbigottimento generale, pronuncia il proprio nome. Commosso, Pollione comprende la grandezza di Norma e decide di morire con lei. In segreto, Norma confida a Oroveso di essere madre e lo supplica di prendersi cura dei bambini, affinché possano salvarsi insieme a Clotilde. Quindi sale sul rogo con l'uomo amato.

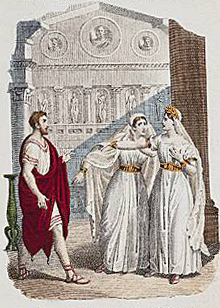
Dipinto della Norma

## Organico orchestrale
La partitura di Bellini prevede l'utilizzo di:
- 2 flauti (II. anche ottavino), 2 oboi, 2 clarinetti, 2 fagotti
- 4 corni, 2 trombe, 3 tromboni, cimbasso
- timpani, grancassa
- arpa
- archi

## Numeri musicali
- Sinfonia

### Atto I
- 1 Coro d'Introduzione - Ite sul colle
- 2 Recitativo e Cavatina Pollione
  - Recitativo - Svanir le voci!
  - Cavatina - Meco all'altar di Venere

- 3 Coro - Norma viene
- 4 Recitativo e Cavatina Norma
  - Recitativo - Sediziose voci
  - Cavatina - Casta Diva

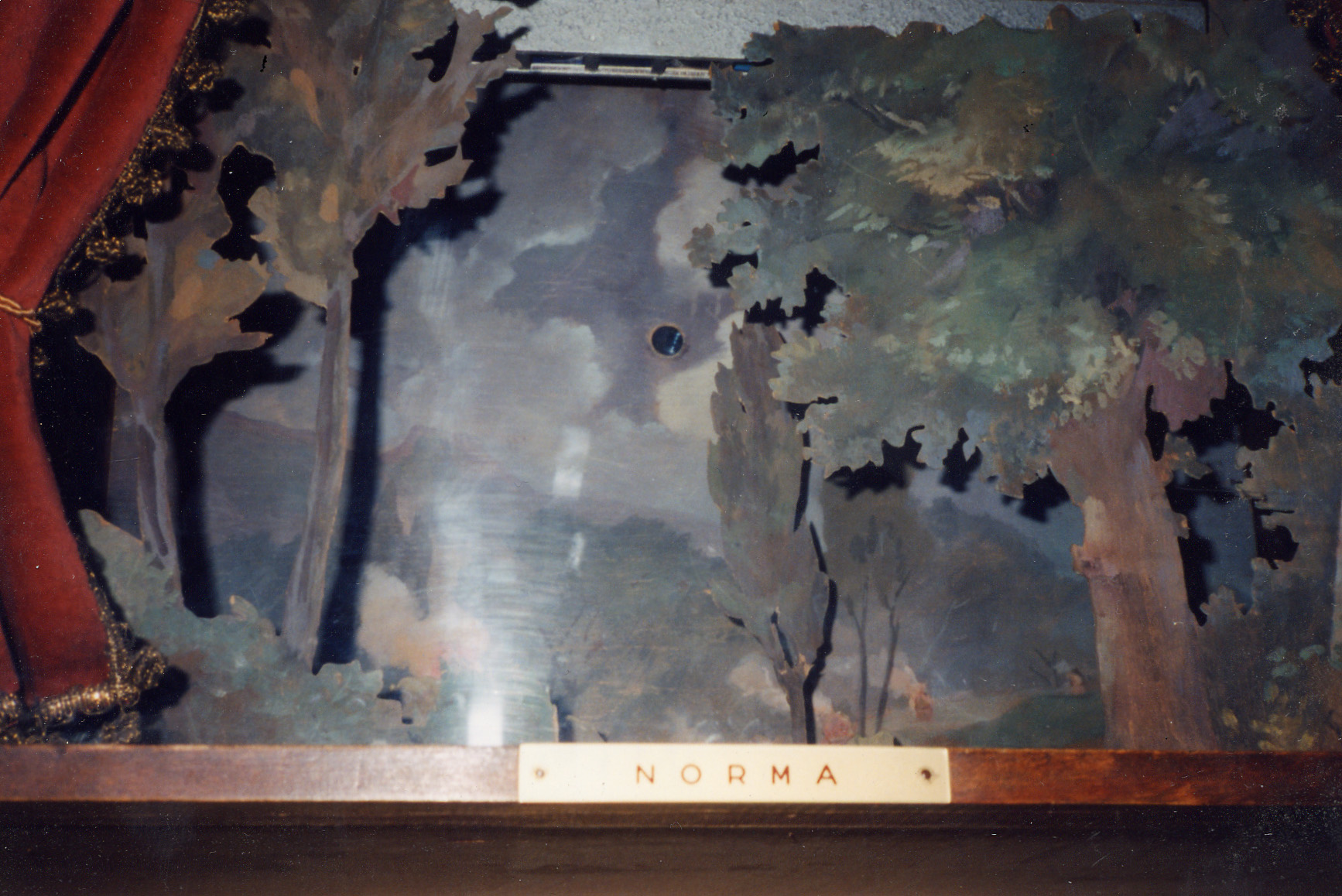
Scenografia conservata al Museo Belliniano

- 5 Recitativo e Duetto Pollione e Adalgisa
  - Recitativo - Sgombra è la sacra selva
  - Duetto - Va', crudele, al Dio spietato
- 6 Finale I
  - Recitativo - Vanne, e li cela entrambi
  - Duetto Norma e Adalgisa - Sola, furtiva, al tempio
  - Terzetto Norma, Adalgisa e Pollione - Ah! di qual sei tu vittima

### Atto II
- 7 Introduzione
  - Recitativo - Dormono entrambi
  - Duetto Norma e Adalgisa - Deh! con te, con te li prendi...
- 8 Coro - Non partì?... Finora è al campo
- 9 Recitativo e Sortita Oroveso
  - Recitativo - Guerrieri! a voi venirne
  - Sortita - Ah! del Tebro al giogo indegno
- 10 Finale II
  - Recitativo - Ei tornerà
  - Coro - Guerra, guerra! le galliche selve
  - Recitativo - Né compi il rito, o Norma?
  - Duetto Norma e Pollione - In mia man alfin tu sei
  - Recitativo - Dammi quel ferro
  - Duetto Norma e Pollione - Qual cor tradisti, qual cor perdesti
  - Scena ultima - Deh! non volerli vittime

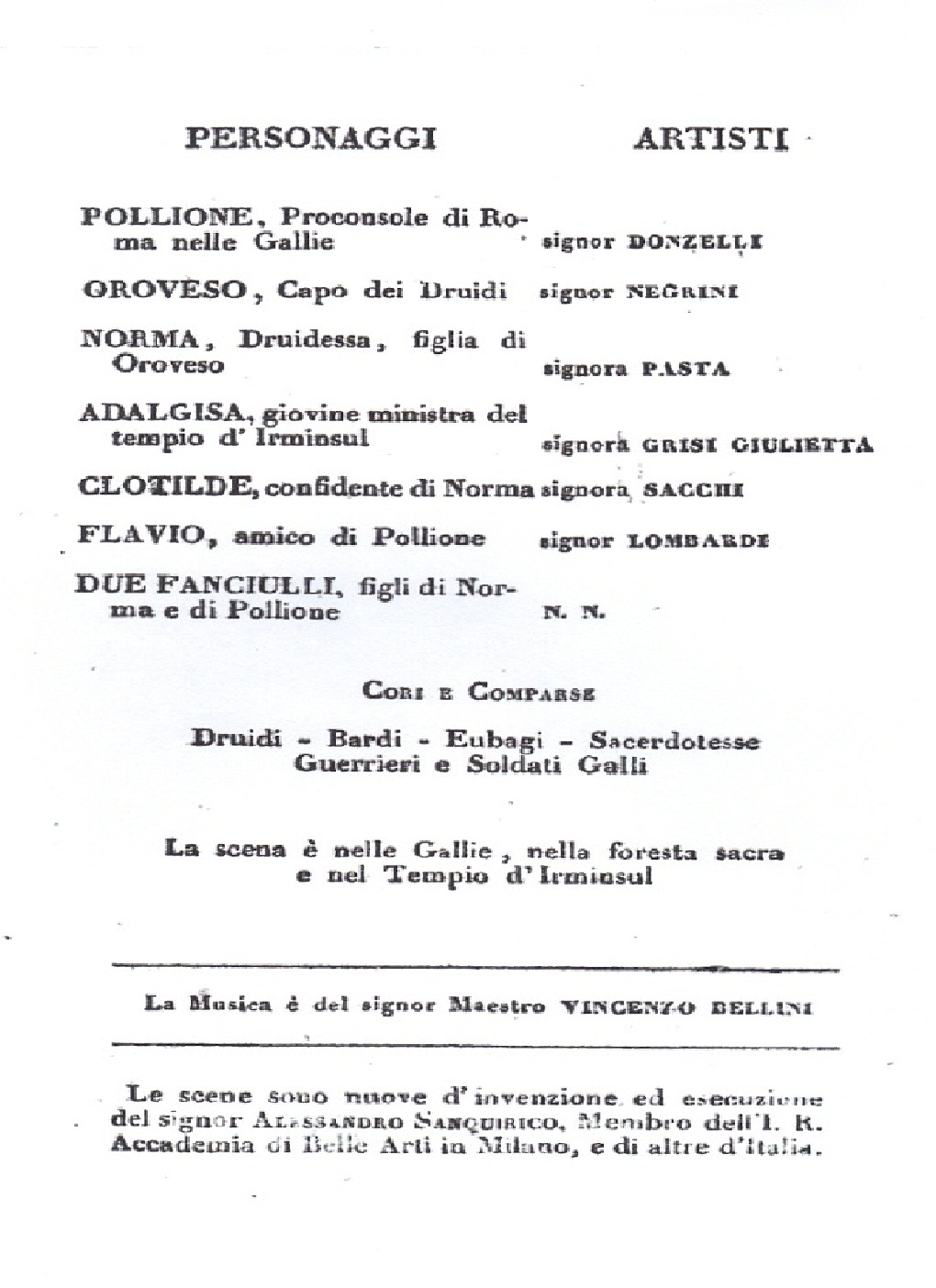
Cast e compositore
secondo il libretto originale

## Cast della prima assoluta
| Ruolo    | Registro vocale | Interpreti della prima, 26 dicembre 1831 (Direttore: Alessandro Rolla) |
| -------- | --------------- | ---------------------------------------------------------------------- |
| Norma    | soprano         | Giuditta Pasta                                                         |
| Adalgisa | soprano         | Giulia Grisi                                                           |
| Pollione | tenore          | Domenico Donzelli                                                      |
| Oroveso  | basso           | Vincenzo Negrini                                                       |
| Clotilde | soprano         | Marietta Sacchi                                                        |
| Flavio   | tenore          | Lorenzo Lombardi                                                       |

## Adalgisa: soprano o mezzosoprano?
Entrambe le protagoniste femminili della prima assoluta di Norma erano qualificabili come soprani: Giulia Grisi, a cui fu affidata la parte di Adalgisa (e che quattro anni dopo avrebbe creato anche il personaggio di Elvira ne I puritani), doveva divenire il prototipo del nuovo soprano angelicato di stampo romantico, dal timbro chiaro e in grado di sostenere tessiture acutissime; Giuditta Pasta, che ebbe invece il ruolo di protagonista assoluta, era stata classificata in origine come contralto, ma, pur mantenendo in repertorio ruoli come Tancredi o Cenerentola, si era poi spostata decisamente verso il registro sopranile: in effetti la si poteva considerare, al pari di Isabella Colbran e di Maria Malibran, un mezzosoprano acutissimo, in grado di convergere senza problemi su ruoli da soprano centrale. Nei decenni successivi però il registro di mezzosoprano, sconosciuto come tale in epoca barocca e classica, andò conquistandosi una sua marcata e crescente autonomia, e invalse l'uso di affidare a mezzosoprani le parti originariamente scritte per secondo soprano, qual era, nel caso in specie, il personaggio di Adalgisa. Si giunse così alla contraddizione, in termini di stilemi musicali e drammatici romantici, di affidare il colore verginale della giovane sacerdotessa al registro brunito dei mezzosoprani, di regola evocativo di sensualità e voluttà, mentre rimaneva appannaggio del soprano il personaggio più maturo e psicologicamente screziato di Norma, la cui parte è effettivamente caratterizzata da una maggiore estensione verso il basso, ma ciò nel quadro di una tessitura che si mantiene invece alquanto più elevata.
Tale tradizione esecutiva, conservatasi anche nel Novecento, è stata parzialmente sottoposta a revisione solo nell'ultimo scorcio del secolo, a partire da un celebre allestimento dell'opera al Festival della Valle d'Itria a Martina Franca, nel 1977, nel quale la parte della protagonista fu affidata a Grace Bumbry, un mezzosoprano acuto (come doveva essere l'interprete originaria), mentre Adalgisa fu interpretata dall'angelica Lella Cuberli, tipico soprano lirico di stampo belcantista. Di tale edizione è stata anche pubblicata una registrazione discografica dal vivo. L'idea di affiancare alla protagonista un'altra voce di soprano, che aveva avuto un precedente di minore risonanza, nello stesso anno 1977, al Filarmonico di Verona, dove a Radmila Bakocevic (Norma) era stata contrapposta l'Adalgisa sopranile della giapponese Emiko Maruyama, trovò sviluppo già a partire dall'anno successivo, in occasione della famosa Norma fiorentina di Riccardo Muti, interpretata da Renata Scotto e Margherita Rinaldi, «due soprani di timbro così simile però da poter essere confuse per una coppia di Adalgise. Meglio sarebbe riuscito a Muti nel 1994 – a Ravenna e in disco – con Jane Eaglen ed Eva Mei, voci di soprano sufficientemente diverse per restituire l'adeguato contrasto timbrico-psicologico delle due donne».
La nuova tendenza verso l'utilizzo di due soprani ebbe comunque il suo culmine negli anni ottanta con l'incisione discografica dell'opera da parte di due delle più grandi cantanti del secolo, già entrambe grandi Norme in teatro e in disco: Joan Sutherland e Montserrat Caballé, «che per quanto attempate nel 1984 fisseranno un'interpretazione di tutto rispetto, l'una come druidessa strenuamente belcantistica, l'altra come inedita e liricissima Adalgisa, forse la più vicina a rievocare il modello perlaceo della Grisi». Nel 1987, anche al San Carlo di Napoli, l'opera fu allestita secondo i criteri originali con due soprani, Ghena Dimitrova nei panni di Norma e Maria Dragoni in quelli di Adalgisa, ripristinando il colore scuro e corposo per la protagonista e la voce più chiara e morbida per la giovane ministra. Successivamente peraltro, pur nello scarso numero complessivo di allestimenti dell'opera, tale tendenza ha subìto, inopinatamente, un deciso ridimensionamento.

Nuove tappe nella vicenda interpretativa del capolavoro belliniano continuano comunque a essere tracciate con il passare degli anni, e il 2013 ha visto la pubblicazione da parte della Decca della registrazione in studio, con strumenti originali, dell'edizione critica dell'opera, curata da Maurizio Biondi e Riccardo Minasi. In questa versione la parte della protagonista torna a essere affidata a un mezzosoprano tout court come Cecilia Bartoli, mentre il ruolo di Adalgisa è attribuito a un vero e proprio soprano di coloratura come Sumi Jo. Questa medesima versione, con gli stessi complessi orchestrali e vocali, è stata poi eseguita al Festival di Salisburgo dello stesso anno, con l'unica modifica di rilievo rappresentata dal "sopranino" Rebeca Olvera al posto della Jo.

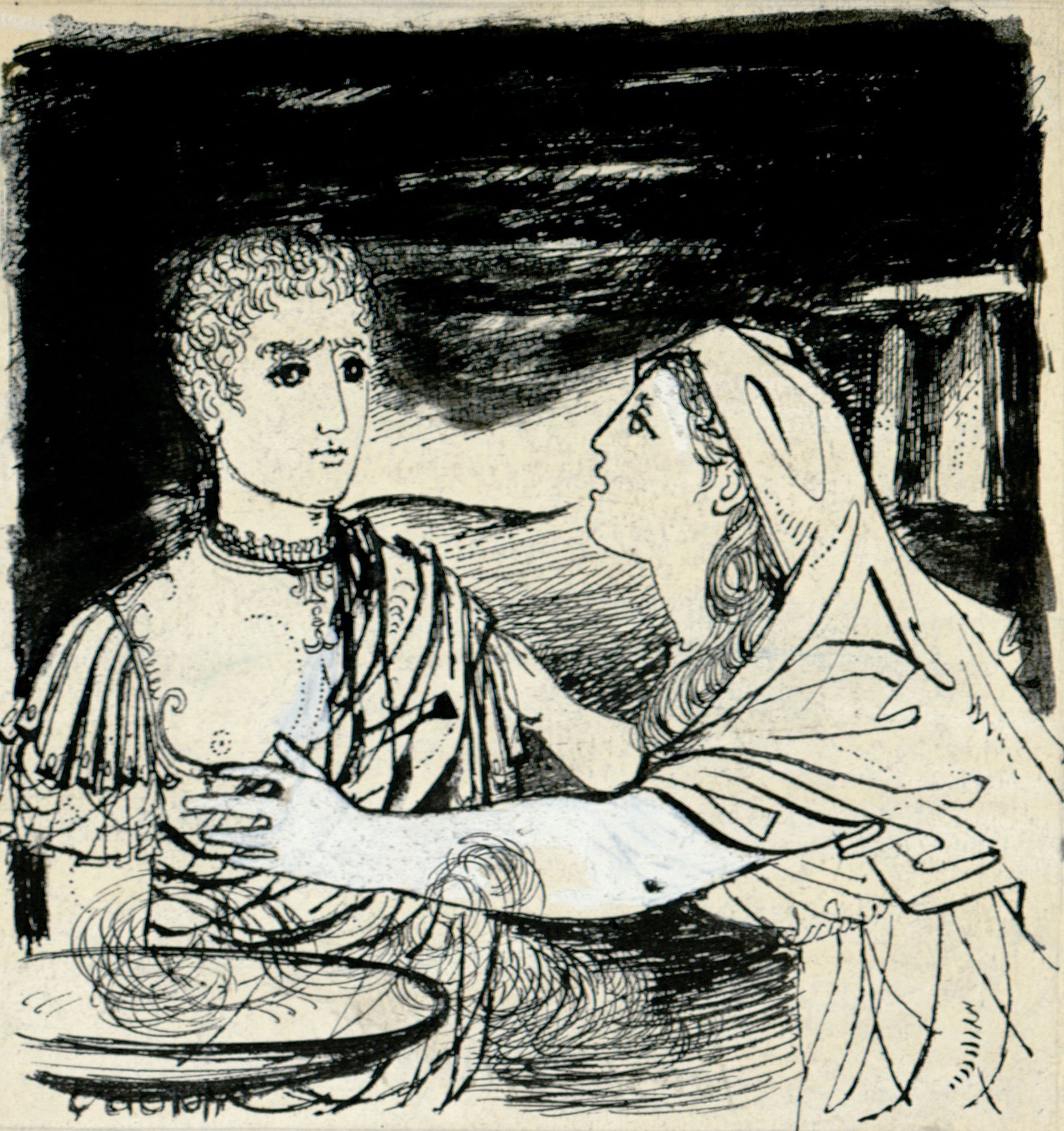
Disegno per copertina di libretto, disegno per Norma (s.d.). Archivio Storico Ricordi

## Parafrasi e fantasie strumentali
L'enorme popolarità e ammirazione ottenuta dall'opera tra i compositori e virtuosi dell'epoca è testimoniata anche dalle numerose composizioni basate su alcune delle arie della Norma di Bellini. Tra queste sono da ricordare, per pianoforte, la fantasia Réminiscences de Norma (S.394) di Franz Liszt, la Grande Fantaisie et Variations sur des motifs de l'opéra Norma di Sigismund Thalberg, il Thême favori de la Norma de Bellini varié (Op.122) variazioni ad opera di Friedrich Kalkbrenner, le Grandes fantaisies sur des motifs favoris de Norma (op.689) di Carl Czerny e il Valse sur Norma di Ferdinand Beyer. Anche Fryderyk Chopin, noto ammiratore di Bellini, lavorò ad uno studio pianistico in particolare sulla musica della Casta Diva.
Altri strumentisti virtuosi hanno interpretato l'opera in modo simile. Henri Vieuxtemps, ad esempio, ha composto una fantasia sulla Norma' per violino e orchestra, Giovanni Bottesini per contrabbasso e pianoforte e Jean-Baptiste Arban delle variazioni per cornetta e pianoforte. Saverio Mercadante è invece autore di una fantasia a grande orchestra Omaggio a Bellini, basata in larga misura sui temi della Norma.

## Discografia

### Incisioni in studio
| Anno | Cast (Norma, Pollione, Adalgisa, Oroveso)                                | Direttore Orchestra e coro                                                 | Etichetta                |
| ---- | ------------------------------------------------------------------------ | -------------------------------------------------------------------------- | ------------------------ |
| 1937 | Gina Cigna, Giovanni Breviario, Ebe Stignani, Tancredi Pasero            | Vittorio Gui Orchestra e Coro dell'EIAR di Torino                          | Cetra                    |
| 1954 | Maria Callas, Mario Filippeschi, Ebe Stignani, Nicola Rossi-Lemeni       | Tullio Serafin Orchestra e coro del Teatro alla Scala                      | EMI                      |
| 1960 | Maria Callas, Franco Corelli, Christa Ludwig, Nicola Zaccaria            | Tullio Serafin Orchestra e coro del Teatro alla Scala                      | EMI                      |
| 1964 | Joan Sutherland, John Alexander, Marilyn Horne, Richard Cross            | Richard Bonynge London Symphony Orchestra e Chorus                         | RCA Victor/Decca Records |
| 1967 | Elena Souliotis, Mario Del Monaco, Fiorenza Cossotto, Carlo Cava         | Silvio Varviso Orchestra e coro dell'Accademia di Santa Cecilia            | Decca Records            |
| 1972 | Montserrat Caballé, Plácido Domingo, Fiorenza Cossotto, Ruggero Raimondi | Carlo Felice Cillario London Philharmonic Orchestra e Ambrosian Chorus     | RCA Victor               |
| 1973 | Beverly Sills, Enrico Di Giuseppe, Shirley Verrett, Paul Plishka         | James Levine New Philharmonia Orchestra e John Alldis Choir                | Deutsche Grammophon      |
| 1974 | Montserrat Caballé, Jon Vickers, Josephine Veasey, Agostino Ferrin       | Giuseppe Patané Orchestra e coro del Teatro Regio di Torino                | Dreamlife                |
| 1979 | Renata Scotto, Giuseppe Giacomini, Tatiana Troyanos, Paul Plishka        | James Levine National Philharmonic Orchestra e Ambrosian Opera Chorus      | Sony Classical Records   |
| 1984 | Joan Sutherland, Luciano Pavarotti, Montserrat Caballé, Samuel Ramey     | Richard Bonynge Orchestra e coro della Welsh National Opera                | Decca Records            |
| 2013 | Cecilia Bartoli, John Osborn, Sumi Jo, Michele Pertusi                   | Giovanni Antonini Orchestra La Scintilla e International Chamber Vocalists | Decca Records            |

### Registrazioni dal vivo
| Anno | Cast (Norma, Pollione, Adalgisa, Oroveso)                            | Direttore Orchestra e coro                                                                  | Registrazione                      | Etichetta                     |
| ---- | -------------------------------------------------------------------- | ------------------------------------------------------------------------------------------- | ---------------------------------- | ----------------------------- |
| 1950 | Maria Callas, Kurt Baum, Giulietta Simionato, Nicola Moscona         | Guido Picco                                                                                 | Città del Messico                  | Melodram                      |
| 1952 | Maria Callas, Mirto Picchi, Ebe Stignani, Giacomo Vaghi              | Vittorio Gui                                                                                | Londra                             | Legato Classic                |
| 1953 | Maria Callas, Franco Corelli, Elena Nicolai, Boris Christoff         | Antonino Votto                                                                              | Trieste                            | Melodram                      |
| 1955 | Maria Callas, Mario del Monaco, Ebe Stignani, Giuseppe Modesti       | Tullio Serafin                                                                              | Roma                               | Fonit Cetra                   |
| 1955 | Maria Callas, Mario del Monaco, Giulietta Simionato, Nicola Zaccaria | Antonino Votto Orchestra e coro del Teatro alla Scala di Milano                             | Teatro alla Scala, 7 dicembre      | Arkadia                       |
| 1965 | Maria Callas, Gianfranco Cecchele, Fiorenza Cossotto, Ivo Vinco      | George Prêtre                                                                               | Parigi                             | Eklipse                       |
| 1974 | Montserrat Caballé, Jon Vickers, Josephine Veasey, Agostino Ferrin   | Giuseppe Patanè Orchestra e coro del Teatro Regio di Torino                                 | Teatro romano di Orange, 27 luglio | Opera d'Oro                   |
| 1977 | Grace Bumbry, Giuseppe Giacomini, Lella Cuberli, Robert Lloyd        | Michael Halasz Orchestra Sinfonica di Bari, Coro Amici della Polifonia e Voci per la Musica | Palazzo Ducale, Martina Franca     | Dynamic                       |
| 1978 | Renata Scotto, Ermanno Mauro, Margherita Rinaldi, Agostino Ferrin    | Riccardo Muti Orchestra e coro del Maggio Musicale Fiorentino                               | Teatro Comunale di Firenze         | Lyric Distribution Inc., Myto |
| 1994 | Jane Eaglen, Vincenzo La Scola, Eva Mei, Dimitri Kavrakos            | Riccardo Muti Orchestra e coro del Maggio Musicale Fiorentino                               | Teatro Dante Alighieri, Ravenna    | EMI                           |

### DVD & BLU-RAY (selezione)
- Festival d'Orange, 1974 - Montserrat Caballé/Josephine Veasey/Jon Vickers/Agostino Ferrin/Giuseppe Patané/Dreamlife
- Sydney Opera House, 1978 - Joan Sutherland/Richard Bonynge, Arthaus Musik/Naxos
- Teatro Regio di Parma, 2001 - June Anderson/Daniela Barcellona/Europa Galante/Fabio Biondi, Arthaus Musik/Naxos
- New National Theatre di Tokyo, 2003 - Fiorenza Cedolins/ Vincenzo La Scola, direttore Bruno Campanella, regia Hugo De Ana, Edition La Voce
- DNO Amsterdam, 2005 - Hasmik Papian/Carlo Bosi/Julian Reynolds, Opus Arte/Naxos
- Opera di Stato della Baviera, 2006 - Edita Gruberová/Friedrich Haider, Deutsche Grammophon
- Liceu, 2007 - Fiorenza Cedolins/Vincenzo La Scola/Sonia Ganassi/Giuliano Carella, Arthaus Musik/Naxos
- Teatro Comunale Bologna, 2008 - Daniela Dessì/Kate Aldrich/Fabio Armiliato/ direttore Evelino Pidò, regia Federico Tiezzi, Hardy Classic
- Teatro Carlo Felice, 2018 - Mariella Devia/Annalisa Stroppa/Andrea Battiston, Bongiovanni

### Facsimili dell'autografo belliniano
- Norma. Facsimile della partitura autografa, Reale Accademia d'Italia, Roma 1935, 2 voll.
- Norma. Tragedia Lirica in Two Acts. A Facsimile Edition of the Original Manuscript and the Surviving Sketches, con un'introduzione di Philip Gossett, Early Romantic Opera, Garland Press, New York 1983, 2 voll.

### Libretto originale
- Norma, tragedia lirica di Felice Romani, Milano, Truffi, 1831 (accessibile gratuitamente on-line in books.google)

### Altro
- (DE)  Michele Calella: Norma ohne Worte, oder: Wie "erzählen" Opernfantasien?. In: Hans-Joachim Hinrichsen/Klaus Pietschmann (Hrsg.): Jenseits der Bühne: Bearbeitungs- und Rezeptionsformen der Oper im 19. und 20. Jahrhundert (= Schweizer Beiträge zur Musikforschung; 15), Kassel 2010, S. 71–87.
- (DE)  Werner Oehlmann: Vincenzo Bellini. Verlag Atlantis, Freiburg/B. 1974, ISBN 3-7611-0447-2.
- Carmelo Neri, Sulla presunta falsificazione di una notissima lettera di Bellini, in "Incontri. La Sicilia e l'altrove, a. VI, n. 23 (aprile-giugno 2018), pp. 63–65.